# Доверительный интервал для дисперсии нормальной выборки

## Случай известного среднего
Пусть {\displaystyle X_{1},\ldots ,X_{n}\sim {\mathcal {N}}(\mu ,\sigma ^{2})} — независимая выборка из нормального распределения, где {\displaystyle \mu } — известное среднее. Определим произвольное {\displaystyle \alpha \in [0,1]}, называемое уровнем значимости и равное {\displaystyle 1-\gamma } (где {\displaystyle \gamma } — доверительная вероятность), и построим {\displaystyle \alpha } — доверительный интервал для неизвестной дисперсии {\displaystyle \sigma ^{2}}.
Утверждение. Случайная величина
{\displaystyle H={\frac {\sum \limits _{i=1}^{n}(X_{i}-\mu )^{2}}{\sigma ^{2}}}}
имеет распределение {\displaystyle \chi ^{2}(n)}. Пусть {\displaystyle \chi _{\alpha ,n}^{2}} — {\displaystyle \alpha }-квантиль этого распределения. Тогда имеем:
{\displaystyle \mathbb {P} \left(\chi _{{\frac {\alpha }{2}},n}^{2}\leqslant H\leqslant \chi _{1-{\frac {\alpha }{2}},n}^{2}\right)=1-\alpha }.
После подстановки выражения для {\displaystyle H} и несложных алгебраических преобразований получаем:
{\displaystyle \mathbb {P} \left({\frac {\sum \limits _{i=1}^{n}(X_{i}-\mu )^{2}}{\chi _{1-{\frac {\alpha }{2}},n}^{2}}}\leqslant \sigma ^{2}\leqslant {\frac {\sum \limits _{i=1}^{n}(X_{i}-\mu )^{2}}{\chi _{{\frac {\alpha }{2}},n}^{2}}}\right)=1-\alpha }.

## Случай неизвестного среднего
Пусть {\displaystyle X_{1},\ldots ,X_{n}\sim {\mathcal {N}}(\mu ,\sigma ^{2})} — независимая выборка из нормального распределения, где {\displaystyle \mu }, {\displaystyle \sigma ^{2}} — неизвестные константы. Построим доверительный интервал для неизвестной дисперсии {\displaystyle \sigma ^{2}}.
Теорема Фишера для нормальных выборок. Случайная величина
{\displaystyle H={\frac {(n-1)S^{2}}{\sigma ^{2}}}},
где {\displaystyle S^{2}} — несмещённая выборочная дисперсия, имеет распределение {\displaystyle \chi ^{2}(n-1)}. Тогда имеем:
{\displaystyle \mathbb {P} \left(\chi _{{\frac {\alpha }{2}},n-1}^{2}\leqslant H\leqslant \chi _{1-{\frac {\alpha }{2}},n-1}^{2}\right)=1-\alpha }.
После подстановки выражения для {\displaystyle H} и несложных алгебраических преобразований получаем:
{\displaystyle \mathbb {P} \left({\frac {(n-1)S^{2}}{\chi _{1-{\frac {\alpha }{2}},n-1}^{2}}}\leqslant \sigma ^{2}\leqslant {\frac {(n-1)S^{2}}{\chi _{{\frac {\alpha }{2}},n-1}^{2}}}\right)=1-\alpha }.